# Беляева, Тамара Сергеевна
Тамара Сергеевна Беляева (в первом браке — Баташева; 29 апреля 1918; Москва, РСФСР, СССР — 10 сентября 1975; Москва, РСФСР, СССР) — советская актриса театра, кино и озвучивания.

## Биография
Родилась 29 апреля 1918 года в Москве. Отец был служащим, мать — домашней хозяйкой.
В 1935 году завершила обучение в школе-девятилетке, после чего решила поступить в театральный вуз. Первым театром девушки был Театр им. Маяковского, где в театральной школе она набиралась опыта и выступала на сцене, успев в период с 1938 года по 1943 год сыграть большое количество ролей. В сентябре 1939 года завершила обучение и была принята в труппу театра.
В 1933 году играла эпизодическую роль в фильме Роман Межгорья. С 1940 года совмещала театральную деятельность и кинематографию. Снялась в один год в двух узнаваемых советских фильмах в главных ролях — Танкер «Дербент» в роли Муси и Дочь моряка в роли Ирины, дочери Захаровой. 
Во время Великой Отечественной войны, во время эвакуации Театра им. Маяковского, с ноября 1941 года полгода играла в Московском областном театре политобозрения, в марте 1942 года поступила во фронтовой театр ВТО, в составе которого выезжала на фронт, выступала перед бойцами Красной армии. 
В декабре 1942 года перешла в Театр драмы под руководством Николая Михайловича Горчакова. После объединения театра с вернувшимся из эвакуации Театром им. Маяковского в 1945 году перешла в Театр сатиры, где прослужила до 1954 года. 
Трудилась в качестве актрисы дубляжа с 1945 года до середины 1960-х годов.
Скончалась 10 сентября 1975 года в Москве на 58 году жизни. Похоронена рядом с мужем в Москве на Новодевичьем кладбище (уч. 6).

## Семья
Первый муж — Борис Александрович Баташев (1906—1999), актёр театра, кино и озвучивания.
Второй муж — Лев Романович Шейнин (1906—1967), сценарист, драматург, прозаик, юрист, прокурор. Похоронен в Москве на Новодевичьем кладбище (уч. 6).
- Сын — Роман Львович Шейнин (род. 1945)[1], предприниматель, доктор экономических наук.

## Творчество

### Фильмография
- 1933 — Роман Межгорья — эпизод

### Главные роли в фильмах
- 1941 — Танкер «Дербент» — Муся
- 1941 — Дочь моряка — Ирина, дочь Захаровых

### Озвучивание
- 1945 — Теремок — Лиса
- 1960 — Все по домам — Сильвия; роль Карлы Гравина
- 1961 — Азбука страха
- 1961 — Вакантное место — Антониетта
- 1962 — Охота за сапогом
- 1962 — Следующего выпуска не будет
- 1964 — Знаки зодиака — София
- 1965 — Необыкновенный класс — Катка; роль Эвелины Штеймаровой